# Елена Арнедо
Елена Арнедо (шп. Elena Arnedo; Мадрид, 25. новембар 1941 — 7. септембар 2015) је била шпански гинеколог, писац и активисткиња за женска права.

## Биографија
Рођена је 25. новембра 1941. у Мадриду као ћерка феминистичке списатељице Елене Соријано и рођака Леополда Калво Сотела. Удала се за економисту Мигела Бојера 1964. године са којим је имала двоје деце, Лауру и Мигела. Касније је студирала гинекологију и патологију дојке на Универзитету у Стразбуру. Године 1985. се развела и поново удала за академика Фернанда де Терана. Написала је неколико књига међу којима је Testamento materno у којој се бавила смрћу изазваном дрогама. Била је критичар индустрије лекова и уредница шпанске верзије приручника El gran libro de la mujer о разним стварима везаним за жене. Године 2003. је изабрана за градског већника Мадрида за Шпанску социјалистичку радничку партију, а 2007. је дала оставку. Боловала је од карцинома осам година пре него што је преминула 7. септембра 2015.

## Радови
- The great book of the woman 1997.
- The feminine donjuanismo 2000.
- The bite of the horsefly. Women in the face of age changes 2003.
- Women and socialism у књизи The feminist movement in Spain in the 70s 2009.